# 2000 en hockey sur glace
Cette page présente les éléments de hockey sur glace de l'année 2000, que ce soit d'un point de vue rencontres internationales ou championnats nationaux. Les grandes dates des différentes compétitions sont données ainsi que les décès de personnalités du hockey mondial.

## Amérique du Nord

### Ligue nationale de hockey
- En 2000, les Devils du New Jersey remporte leur deuxième Coupe Stanley.

### Ligue américaine de hockey
- Le Wolf Pack de Hartford remporte la saison régulière puis la coupe Calder.

### Ligue internationale de hockey
- Les Wolves de Chicago remportent la Coupe Turner en battant en finale les Griffins de Grand Rapids.

### East Coast Hockey League
- Les Stingrays de la Caroline du Sud remportent la Coupe Kelly.

### Ligue canadienne de hockey
- L'Océanic de Rimouski remporte la Coupe du président en battant en cinq rencontres les Olympiques de Hull.

- Les Colts de Barrie remportent la coupe J.-Ross-Robertson en battant en sept parties les Whalers de Plymouth.

- L'Ice de Kootenay remporte la Coupe du président en battant en six rencontres les Chiefs de Spokane.

- L'Océanic de Rimouski remporte également la Coupe Memorial l'emportant 6-2 contre les Colts de Barrie lors de la finale.

### Ligue nationale de hockey féminin (1999-2007)
- Les Aeros de Beatrice remportent la saison inaugurale de la ligue.

## Europe

### Compétitions internationales
- Le Metallourg Magnitogorsk remporte la dernière édition de l'EHL. Après 4 éditions, l'IIHF cesse d'organiser cette compétition, après un tournoi certes réussi mais un abandon programmé de la compétition des clubs suédois et le sous-entendu des finlandais de les imiter[1].
- Le Metallourg Magnitogorsk remporte également la Supercoupe IIHF.

### Allemagne
- Le München Barons remportent le championnat de la DEL en défaisant en finale le Kölner Haie par la marque de 3-1.

### Autriche
- Le EC Klagenfurt AC remportent le championnat de l'OËL en défaisant en finale le EC Villacher SV par la marque de 4-1.

### Espagne
- Le CH Txuri Urdin remporte le championnat de la Superliga Española en défaisant en finale le Club Hielo Jaca.

### Finlande
- Le TPS Turku remporte le championnat de la SM-Liiga en défaisant en finale le Jokerit Helsinki par la marque de 3-1.
- Le Kärpät Oulu remporte le championnat en division 1, la Mestis et est promu en SM-Liiga pour la saison suivante.

### France
- Les Flammes Bleues de Reims remportent la première Coupe Magnus de leur histoire.
- Les Albatros de Brest remportent le championnat de Division 1.

### République tchèque
- Le HC Sparta Prague remporte le championnat de l'Extraliga en défaisant en finale le HC Slovnaft Vsetín par la marque de 3-0.
- Le HC Dukla Jihlava remporte le championnat de la 1. liga.

### Russie
- Le HK Dinamo Moscou remporte le championnat de la Superliga en défaisant en finale le Ak Bars Kazan par la marque de 4-1.
- Le Torpedo Nijni Novgorod remporte le championnat de la Vyschaïa Liga alors que le Vitiaz Podolsk est promu en Superliga pour la saison suivante.

### Suède
- Le Djurgårdens IF Hockey remporte le championnat de la Elitserien en défaisant en finale le MoDo Hockey par la marque de 3-0.
- Le Timrå IK remporte le championnat de l'Allsvenskan et est promu avec le IF Björklöven, deuxième en saison régulière, en Elitserien.

### Suisse
- Le ZSC Lions  remporte le championnat de la Ligue National A.
- Le HC Coire remporte le championnat de la Ligue National B.

## International
- Championnat du monde : la République tchèque est championne du monde devant la Slovaquie en gagnant la finale 5 à 3.
- Championnat du monde junior : la République tchèque est championne du monde junior devant la Russie en gagnant la finale 1 à 0 en tir de fusillade.
- Championnat du monde féminin : le 9 avril : la finale est remportée en prolongation 3-2 par le Canada face aux États-Unis. La Finlande termine au troisième rang.

## Autres Évènements

### Fondation de club
- Belfast Giants (Royaume-Uni)
- Coventry Blaze (Royaume-Uni)

### Décès
- Le 7 février, décès de Sid Abel, joueur et entraîneur des Red Wings de Détroit puis des Black Hawks de Chicago, il fut intronisé au temple de la renommée du hockey en 1969.
- Le 27 mars, décès de George Allen, premier joueur de l'histoire des Rangers de New York à inscrire trois points à son tout premier match en carrière.
- Le 27 mai, décès de Maurice « Rocket » Richard, joueur ayant marqué l'histoire des Canadiens de Montréal et de la LNH. Il fut notamment le premier à inscrire cinquante buts en autant de rencontres. Intronisé au temple de la renommée en 1961.
- Le 23 juin, décès de Mickey Blake, joueur ayant remporté deux Coupe Calder dans la LAH.
- Le 8 décembre, décès de Gary Bergman, joueur ayant pris part à la Série du siècle 1972.
- Le 27 décembre, décès de Marc Boileau, joueur puis entraîneur. Il fut à la barre des Nordiques de Québec lorsque ces derniers remportèrent le Trophée mondial Avco, remis au champion de la AMH en 1977.